# Rover P6
Rover P6 — автомобіль сегменту E, що випускався компанією Rover з 1963 по 1977 рр. у Соліхаллі, штат Вест-Мідлендс, Велика Британія, і розроблений головним чином Девідом Баше. Всього було виготовлено 322 302 одиниці, і він став переможцем конкурсу Європейський автомобіль року в 1964 році.

## Історія

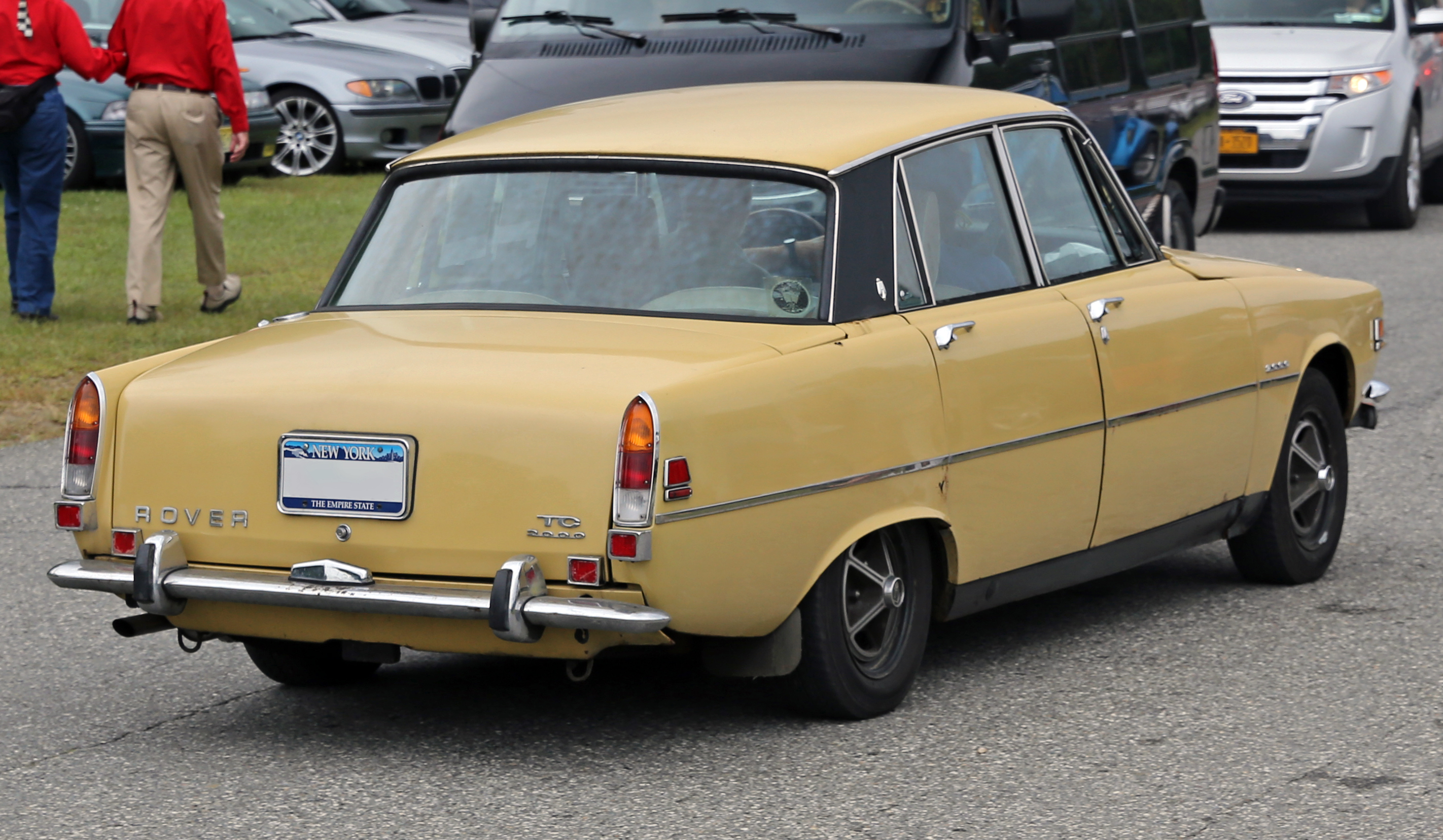
Rover 2000 TC Series II

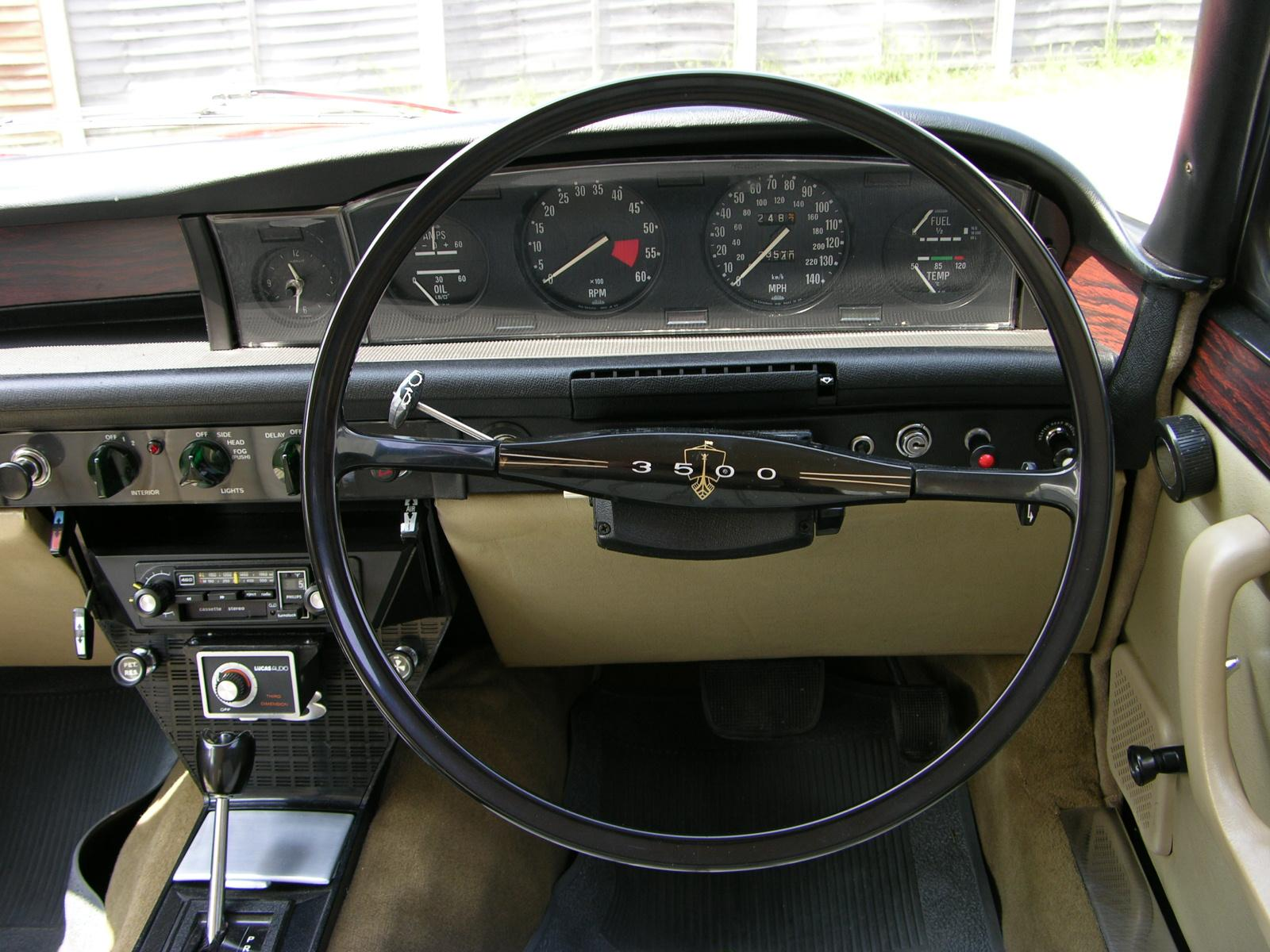

На початку 1960-х шукали модель, яка б стала наступницею P5 (продається під торговою маркою 3 літри), і яка б була менш фінансово вимогливою. Починаючи з традиційного підходу, поздовжнього переднього двигуна та заднього приводу, P6 представив кілька нововведень. Кузов складався з панелей, прикріплених болтами до опорної конструкції, задня підвіска була від Dion, гальма були дисковими на всіх колесах (із задніми «всередині»), двигун являв собою рядний чотирициліндровий двигун з верхнім розподільним валом. в голові камери згоряння утворилися в головці поршня. Навіть інтер'єри були в авангарді стилю (дизайн мосту), ергономічності (вторинні елементи керування згруповані за функціями на центральній консолі) та безпеки (розбірна кермова колонка та оббита приладова панель). Останній P6, P6 3500 отримав хорошу підтяжку обличчя.
Автомобіль, розроблений Девідом Баше, був 3 об'ємним (з 4 дверима) і мав сучасну передню частину (з невеликими оригінальними плавниками на крилах) і класичний хвіст. Під час дебюту (1963) він був доступний лише з одним карбюраторним двигуном 1978 см³ потужністю 87 к.с., пов'язаним з 4-ступінчастою механічною коробкою передач або 3-ступінчастою автоматичною коробкою передач. P6, який продавався під назвою Rover ₩ 2000, вигравши титул європейського автомобіля року в 1964 році, став першим автомобілем, який виграв цей титул.
У 1966 році був запущений 2000 TC (тобто «подвійні карбюратори») з двома карбюраторами та двигуном потужністю 106 к.с. TC був доступний лише з 4-ступінчастою механічною коробкою передач.
У 1968 році був запущений Rover 3500, оснащений алюмінієвим SOHC V8 і 3,532 см³ потужністю 146 к.с. 3500 V8 був доступний лише з 3-ступінчастою автоматичною коробкою передач і відрізнявся широким повітрозабірником нижче переднього бампера.
У 1971 році, з нагоди нового дизайну, що включав весь асортимент (нова передня решітка, нова панель приладів, пофарбована в темно-коричневі або чорні підвіконня), 3500 V8 S також прибув із двигуном, збільшеної до 150 кінських сил потужності та 4-ступінчаста механіка на передачах.
Останнім доповненням стало введення в 1974 році Rover 2200 TC з 4-циліндровим двигуном потужністю 115 к.с.
Ця модель була замінена на Rover SD1 в 1977 році.

## Двигуни
- 2.0 L I4 OHC
- 2.2 L I4 OHC
- 3.5 L V8 OHV